# ولکه
ولکه (به هلندی: Vlake) یک منطقهٔ مسکونی در هلند است که در شهرستان ریمرس‌وال واقع شده است.